# Russie au Concours Eurovision de la chanson
La Russie participe au Concours Eurovision de la chanson depuis sa trente-neuvième édition, en 1994, et l'a remporté une seule fois, en 2008. Elle est exclue depuis 2022 à cause de l'invasion de l'Ukraine par la Russie.

## Participation
Le pays participe donc à partir de 1994 et a manqué cinq éditions du concours : en 1996, 1998, 1999 et 2017. 
En 1996, l'UER instaura une épreuve de présélection, au terme de laquelle la Russie fut éliminée. En 1998, le pays fut relégué à la suite des résultats obtenus l'année précédente, puis s'abstint de concourir en 1999. En 2017, la chanteuse russe Yulia Samoilova, initialement choisie, fut interdite d'entrée sur le territoire ukrainien, alors que le concours se déroulait à Kiev. Par conséquent, la télévision russe préféra se retirer.
Depuis l'instauration des demi-finales, en 2004, la Russie a manqué la finale à une reprise en 2018.
En 2022, la Russie est exclue du concours par l'UER, à la suite de l'invasion par le pays de l'Ukraine.

## Résultats
La Russie a remporté le concours à une reprise, en 2008, avec la chanson Believe, interprétée par Dima Bilan. Pour sa prestation, celui-ci se fit accompagner par le violoniste hongrois Edvin Marton et le triple champion du monde de patinage artistique, Evgeni Plushenko.
La Russie a en outre remporté trois demi-finales : en 2012, 2015 et 2016. Le pays a également terminé à cinq reprises à la deuxième place : en finale, en 2000, 2006, 2012 et 2015 ; en demi-finale, en 2013. Il a terminé à sept reprises à la troisième place : en finale, en 2003, 2007, 2016 et 2019 ; en demi-finale, en 2006, 2008 et 2021. La Russie n'a jamais terminé à la dernière place, ni obtenu de nul point.

## Pays hôte

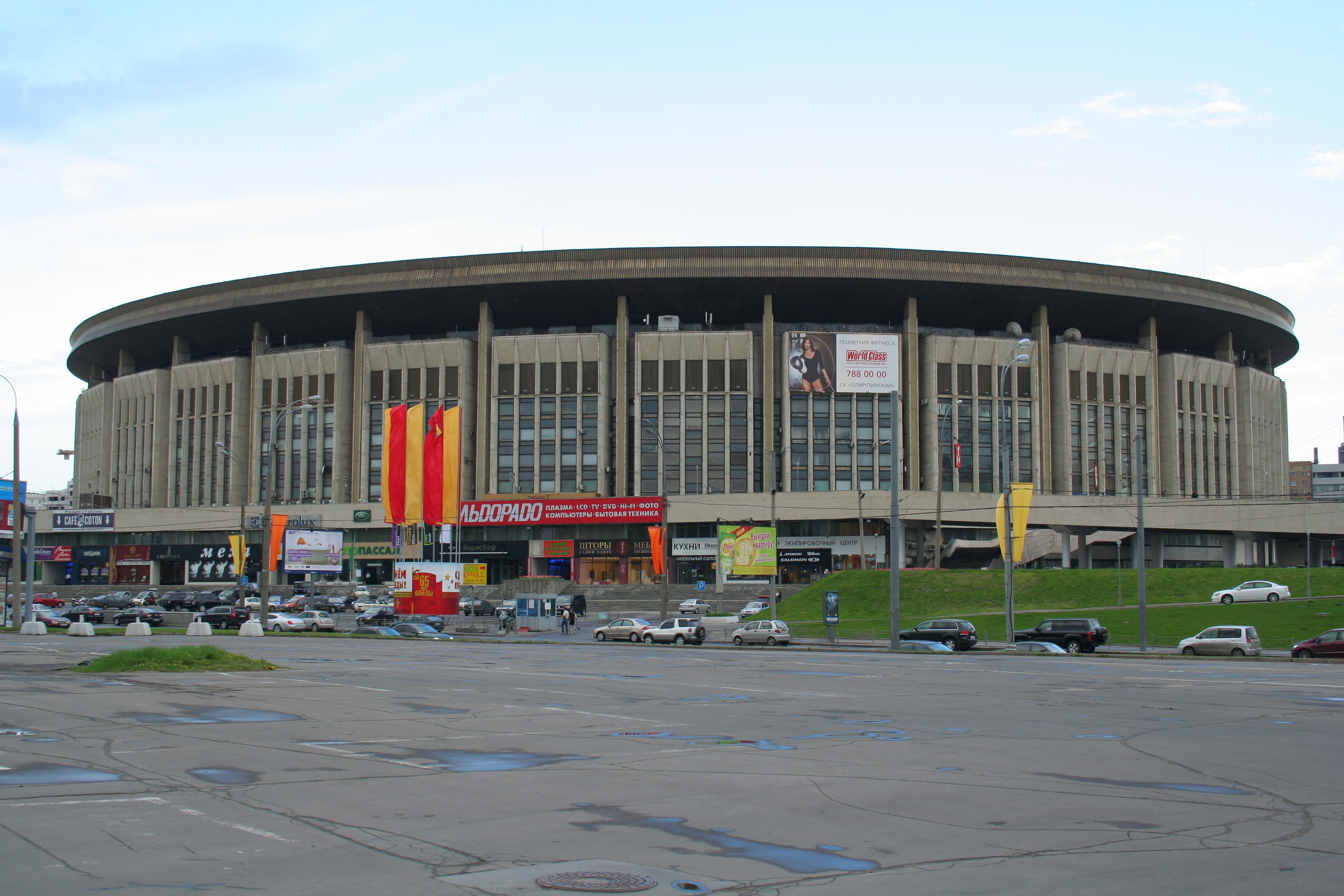
L'Olimpiisky Indoor Arena de Moscou accueille l'évènement en 2009.

La Russie a organisé le concours à une reprise, en 2009. 
L’évènement se déroula les mardi 12, jeudi 14 et samedi 16 mai 2009, à l'Olimpiisky Indoor Arena, à Moscou. Les présentateurs des demi-finales furent Natalia Vodianova et Andreï Malakhov. Les présentateurs de la finale furent Alsou et Ivan Ourgant. Ce fut la toute première fois que des présentateurs différents officièrent pour les trois soirées. Le budget alloué pour l’évènement fut de 30 millions d’euros, un montant encore inédit dans l’histoire de l’Eurovision. La scène fut conçue par le designer new-yorkais John Casey, qui était déjà l'auteur de la scène de l'édition 1997. Il créa un ensemble impressionnant, inspiré par l'avant-garde russe et le constructivisme et qui intégrait un tiers de tous les écrans LED disponibles au monde.

## Faits notables
En 1994, la prestation la plus remarquée et la plus commentée de la soirée, fut celle de la représentante russe, Youddiph. Elle avait en effet revêtu une robe rouge modulable dont elle changea l’apparence au fil de sa chanson.  
En 1997, la représentante russe, Alla Pugacheva, était déjà une très grande star dans son pays. Représentante de l'Union soviétique au Concours Intervision de la chanson (équivalent du Concours Eurovision de la chanson dans les pays du Bloc de l'Est) en 1978, qu'elle avait remporté, elle avait déjà vendu des millions de disques et avait rencontré autant de succès au théâtre, au cinéma et dans la mode. Alla Pugacheva arriva à Dublin, certaine de sa victoire et se comporta comme une véritable diva, à la grande surprise des autres candidats. Elle commanda notamment une limousine pour ses déplacements et se fit accompagner partout par une nuée de journalistes et de photographes. Elle termina finalement quinzième.
En 2003, les représentantes russes étaient le groupe t.A.T.u., qui avait déjà remporté un grand succès commercial en 2002, avec All The Things She Said. Il s’agissait d’un duo composé des chanteuses Lena Katina et Julia Volkova, supposées entretenir une relation homosexuelle. Tout cela n’était en fait qu’une ruse commerciale, inventée par leur manager Ivan Shapovalov. Durant la semaine des répétitions, Katina et Volkova se signalèrent par leur comportement capricieux, notamment en arrivant en retard à certaines répétitions, en en manquant d’autres et en boycottant les conférences de presse. Leur manager annonça en outre qu’elles s’embrasseraient sur la bouche durant leur prestation. Elles durent cependant y renoncer, après que l’UER les eut menacées de disqualification.    
En 2009, la représentante russe, Anastassia Prykhodko, utilisa un effet spécial inédit pour prestation : le morphing. Son visage apparut sur six écrans géants différents, en train de chanter de concert avec elle. Au fil de la chanson cependant, les visages se mirent à vieillir subtilement et leurs cheveux à grisonner. À la fin, les visages étaient devenus ceux d'une vieille femme en pleurs.
En 2012, le pays est représenté par les Bouranovskie Babouchki (les grands-mères de Bouranovo), un duo de 6 femmes âgées d'environ 70 ans et qui vêtues d'un costume traditionnel rouge et la tête couverte d'un foulard se dandinent en interprétant Party for everybody (La fête pour tous), une chanson folklorique dont le refrain est en anglais mais qui comporte des paroles en Russe et en Oudmourte. La chanson se classe seconde, derrière Loreen et sa chanson Euphoria, mais elle reste à ce jour l'un des titres les plus connus et iconiques de l'histoire du Concours Eurovision de la chanson. 
En 2017, la représentante russe est interdite d'entrer dans le territoire ukrainien. La Russie est alors obligée de se retirer du Concours.
En 2021, c'est la chanteuse Manizha qui est sélectionnée pour représenter la Russie au Concours Eurovision de la chanson 2021 à Rotterdam (Pays-Bas) avec sa chanson Russian Woman. Mais sa participation suscite la polémique en Russie car Manizha assume ouvertement son soutien à la communauté LGBT, soutient les droits des femmes et assume son opposition envers Vladimir Poutine. Malgré cette polémique, Manizha représente bien la Russie à Rotterdam où elle finit 9e. 
En 2022, l'UER prend la décision de suspendre la Russie du Concours Eurovision de la chanson en raison de l'invasion de l'Ukraine par la Russie.

## Représentants
| Année                           | Artiste(s)                | Chanson                  | Langue(s)                 | Traduction française         | Finale                                                 | Finale                                                 | Demi-finale                                            | Demi-finale                                            |
| Année                           | Artiste(s)                | Chanson                  | Langue(s)                 | Traduction française         | Place                                                  | Points                                                 | Place                                                  | Points                                                 |
| ------------------------------- | ------------------------- | ------------------------ | ------------------------- | ---------------------------- | ------------------------------------------------------ | ------------------------------------------------------ | ------------------------------------------------------ | ------------------------------------------------------ |
| 1994                            | Youddiph                  | Vechny strannik          | Russe                     | Errant éternel               | 09                                                     | 70                                                     |                                                        |                                                        |
| 1995                            | Philipp Kirkorov          | Kolybelnaya dlya vulkana | Russe                     | Berceuse pour un volcan      | 17                                                     | 07                                                     |                                                        |                                                        |
| 1996                            | Andrej Kosinskij          | Ja eto ja                | Russe                     | Je suis qui je suis          |                                                        |                                                        | 26                                                     | 14                                                     |
| 1997                            | Alla Pougatcheva          | Primadonna               | Russe                     | Première dame                | 15                                                     | 33                                                     |                                                        |                                                        |
| Retrait en 1998 et 1999.        |                           |                          |                           |                              |                                                        |                                                        |                                                        |                                                        |
| 2000                            | Alsou                     | Solo                     | Anglais                   | Seule                        | 02                                                     | 155                                                    |                                                        |                                                        |
| 2001                            | Mumiy Troll               | Lady Alpine Blue         | Anglais                   | Lady bleu alpin              | 12                                                     | 37                                                     |                                                        |                                                        |
| 2002                            | Prime Minister            | Northern Girl            | Anglais                   | Fille du nord                | 10                                                     | 55                                                     |                                                        |                                                        |
| 2003                            | t.A.T.u.                  | Ne ver', ne boysia       | Russe                     | Ne crois pas, n'aie pas peur | 03                                                     | 164                                                    |                                                        |                                                        |
| 2004                            | Julia Savicheva           | Believe Me               | Anglais                   | Crois-moi                    | 11                                                     | 67                                                     |                                                        |                                                        |
| 2005                            | Natalia Podolskaya        | Nobody Hurt No One       | Anglais                   | Personne ne blesse personne  | 15                                                     | 57                                                     |                                                        |                                                        |
| 2006                            | Dima Bilan                | Never Let You Go         | Anglais                   | Ne jamais te laisser partir  | 02                                                     | 248                                                    | 03                                                     | 217                                                    |
| 2007                            | Serebro                   | Song Number 1            | Anglais                   | Chanson numéro 1             | 03                                                     | 207                                                    |                                                        |                                                        |
| 2008                            | Dima Bilan                | Believe                  | Anglais                   | Crois                        | 01                                                     | 272                                                    | 03                                                     | 135                                                    |
| 2009                            | Anastasiya Prykhodko      | Mamo                     | Russe, ukrainien          | Maman                        | 11                                                     | 91                                                     |                                                        |                                                        |
| 2010                            | Peter Nalitch and Friends | Lost and Forgotten       | Anglais                   | Perdu et oublié              | 11                                                     | 90                                                     | 07                                                     | 74                                                     |
| 2011                            | Alekseï Vorobiev          | Get You                  | Anglais, russe            | T'avoir                      | 16                                                     | 77                                                     | 09                                                     | 64                                                     |
| 2012                            | Buranovskie Babuški       | Party for Everybody      | Oudmourte, russe, anglais | La fête pour tous            | 02                                                     | 259                                                    | 01                                                     | 152                                                    |
| 2013                            | Dina Garipova             | What If                  | Anglais                   | Et si                        | 05                                                     | 174                                                    | 02                                                     | 156                                                    |
| 2014                            | Les jumelles Tolmatchevy  | Shine                    | Anglais                   | Brille                       | 07                                                     | 89                                                     | 06                                                     | 63                                                     |
| 2015                            | Polina Gagarina           | A Million Voices         | Anglais                   | Un million de voix           | 02                                                     | 303                                                    | 01                                                     | 182                                                    |
| 2016                            | Sergueï Lazarev           | You Are the Only One     | Anglais                   | Tu es la seule               | 03                                                     | 491                                                    | 01                                                     | 342                                                    |
| 2017                            | Yulia Samoilova           | Flame Is Burning         | Anglais                   | La flamme brûle              | Retrait par disqualification.                          | Retrait par disqualification.                          | Retrait par disqualification.                          | Retrait par disqualification.                          |
| 2018                            | Yulia Samoilova           | I Won't Break            | Anglais                   | Je ne briserai pas           |                                                        |                                                        | 15                                                     | 65                                                     |
| 2019                            | Sergueï Lazarev           | Scream                   | Anglais                   | Crie                         | 03                                                     | 370                                                    | 06                                                     | 217                                                    |
| 2020                            | Little Big                | Uno                      | Anglais, espagnol         | Un                           | Concours annulé à la suite de la pandémie de Covid-19. | Concours annulé à la suite de la pandémie de Covid-19. | Concours annulé à la suite de la pandémie de Covid-19. | Concours annulé à la suite de la pandémie de Covid-19. |
| 2021                            | Manizha                   | Russian Woman            | Russe, anglais            | Femme russe                  | 09                                                     | 204                                                    | 03                                                     | 225                                                    |
| Exclusion de l'UER depuis 2022. |                           |                          |                           |                              |                                                        |                                                        |                                                        |                                                        |

- Première place
- Deuxième place
- Troisième place
- Dernière place

 Qualification automatique en finale
 Élimination en demi-finale

## Galerie

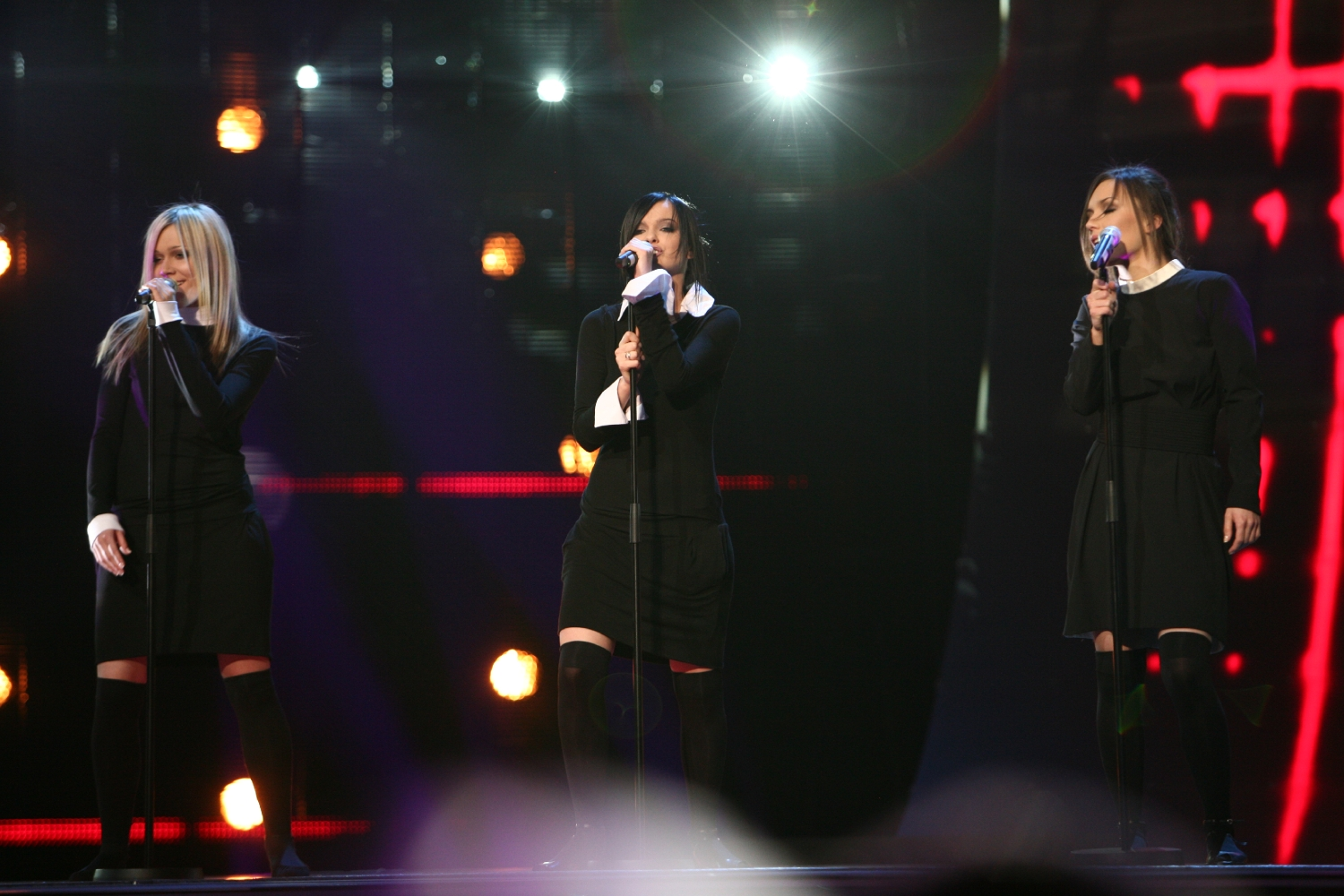
Serebro à Helsinki (2007)
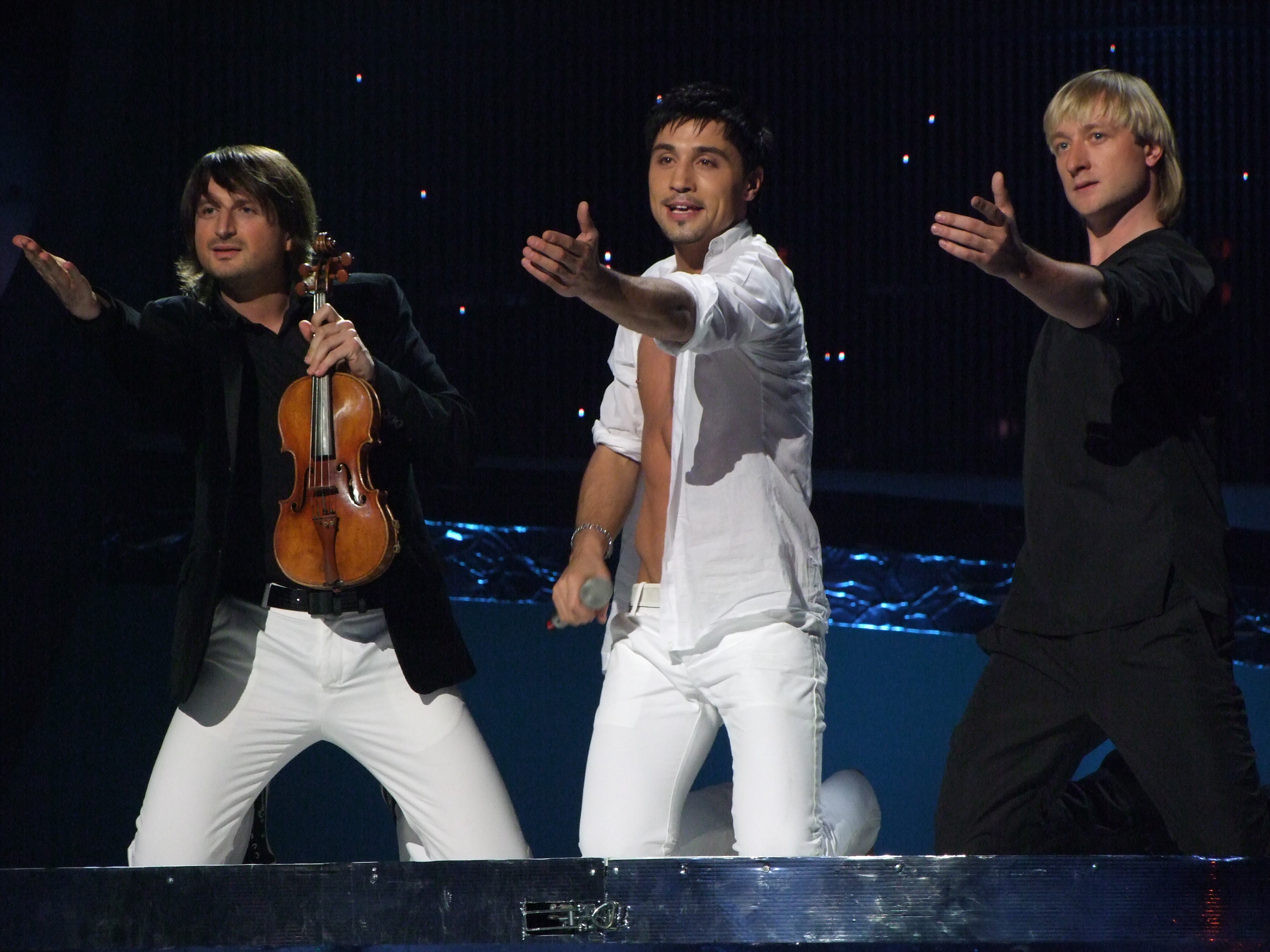
Dima Bilan à Belgrade (2008)
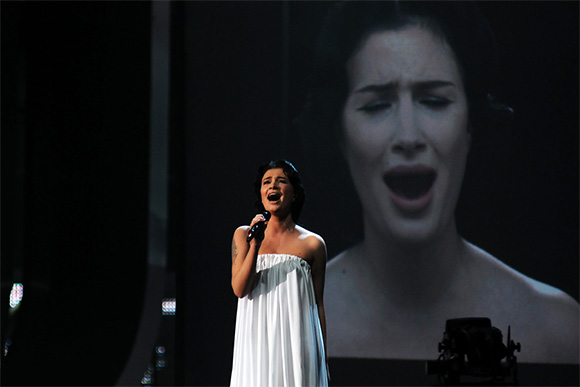
Anastasiya Prykhodko à Moscou (2009)
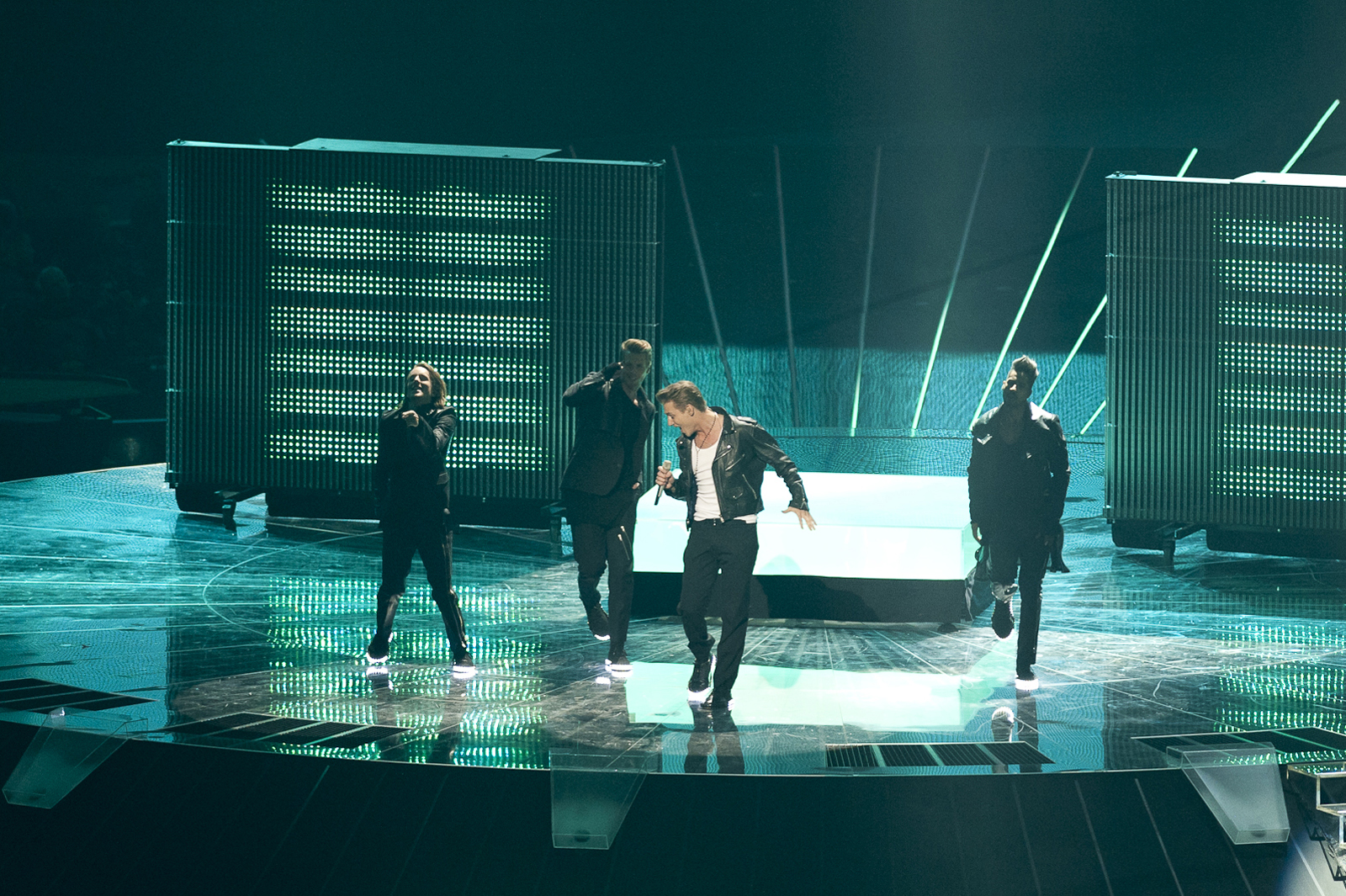
Alekseï Vorobiev à Düsseldorf (2011)
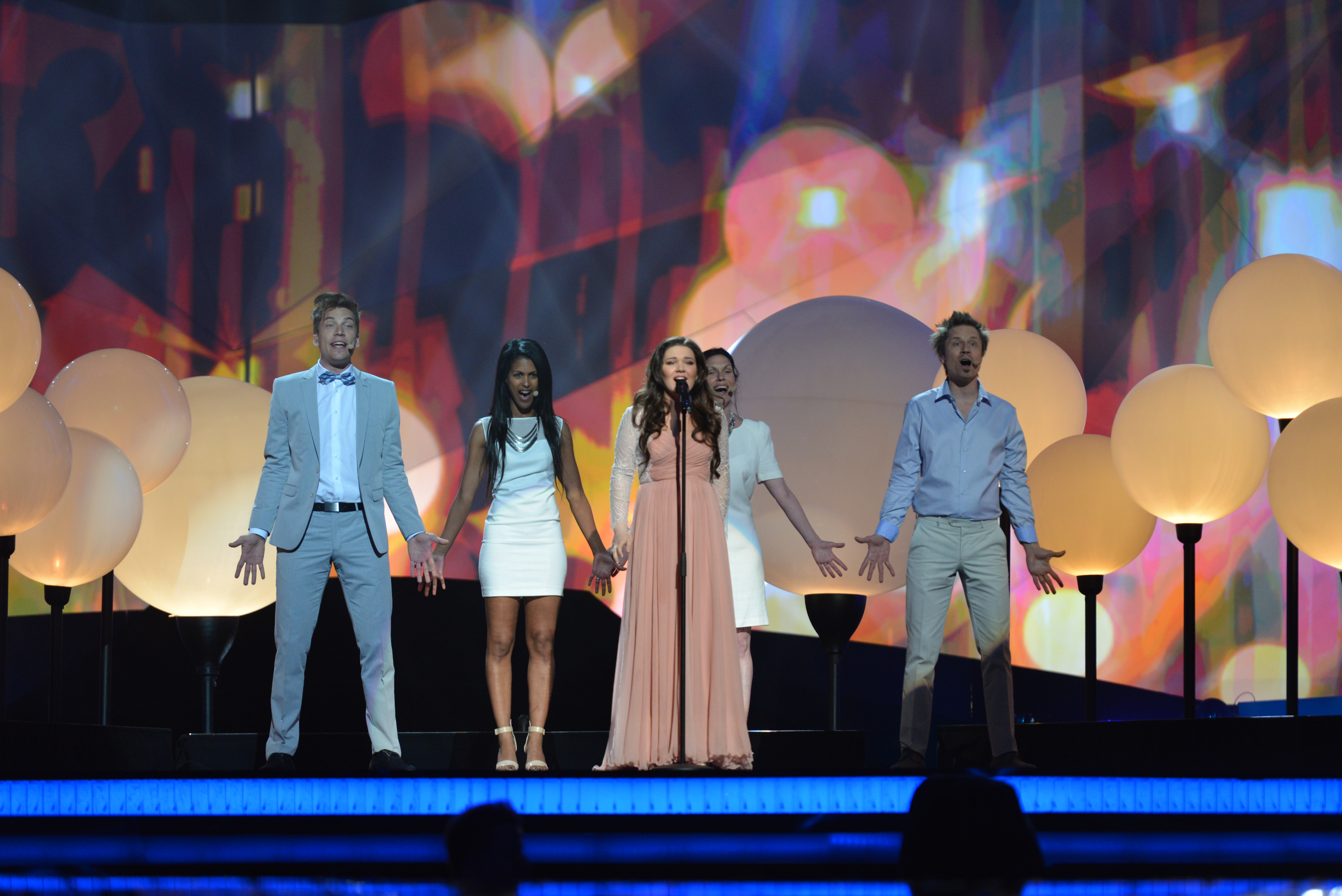
Dina Garipova à Malmö (2013)
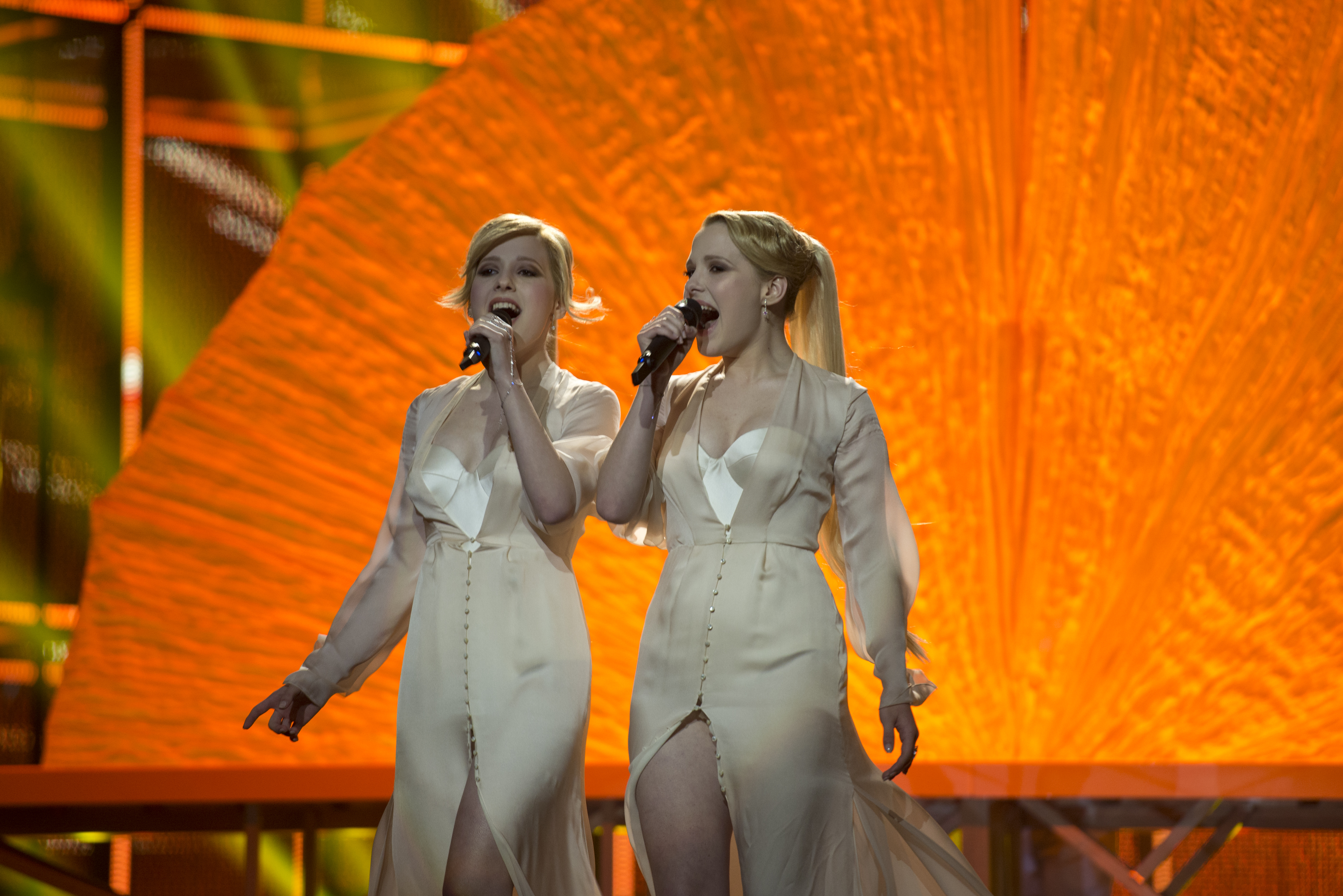
Les jumelles Tolmatchevy à Copenhague (2014)
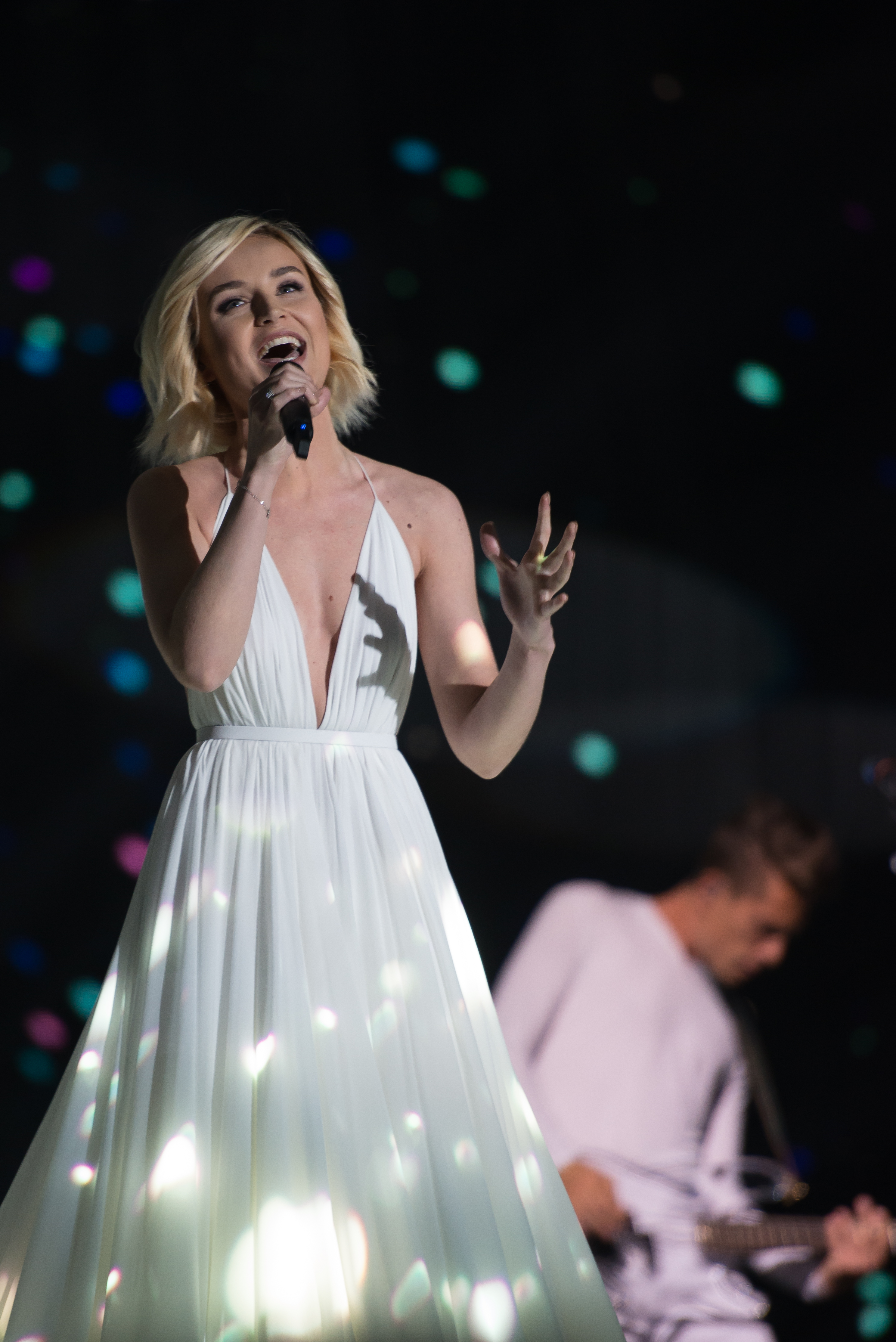
Polina Gagarina à Vienne (2015)
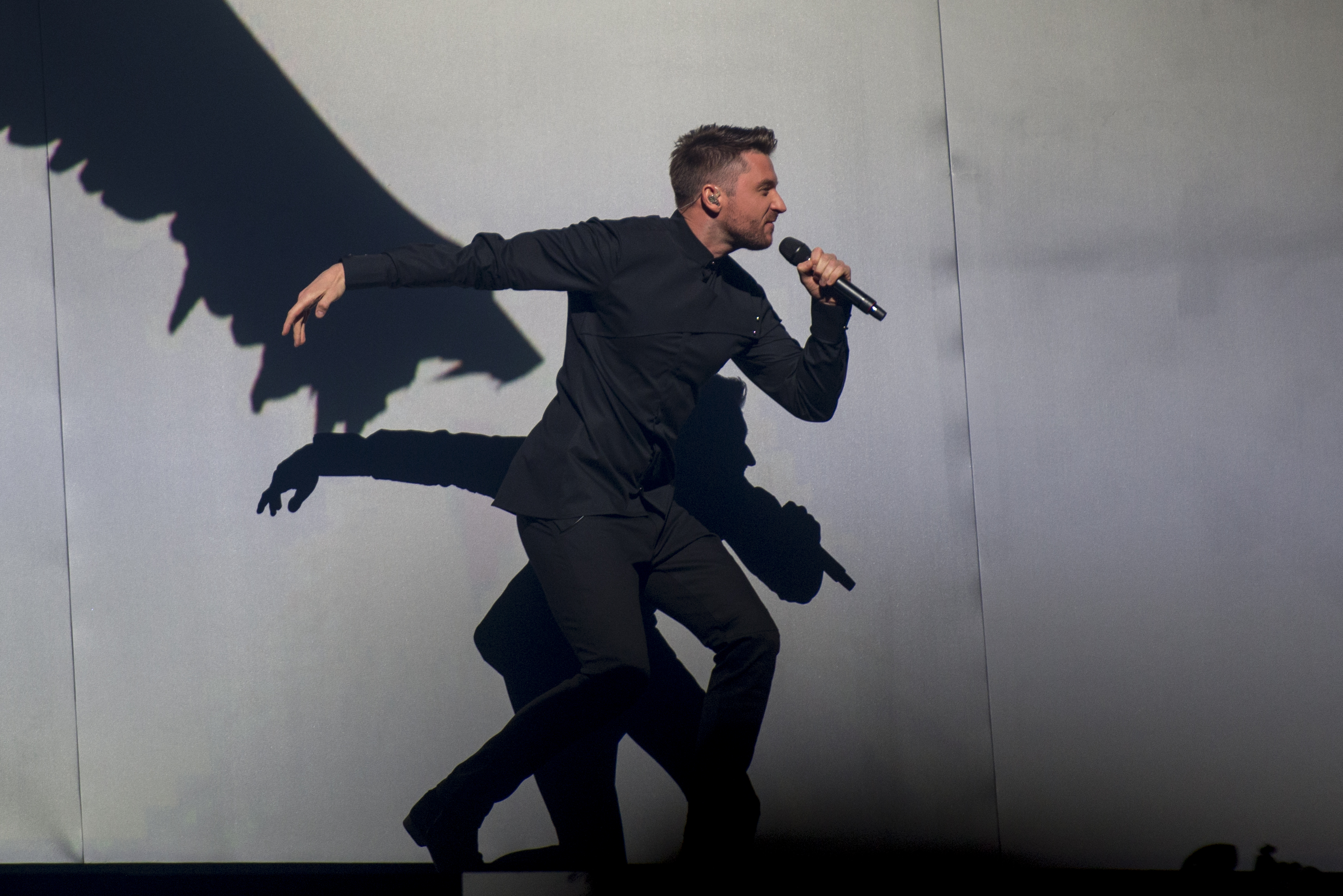
Sergueï Lazarev à Stockholm (2016)
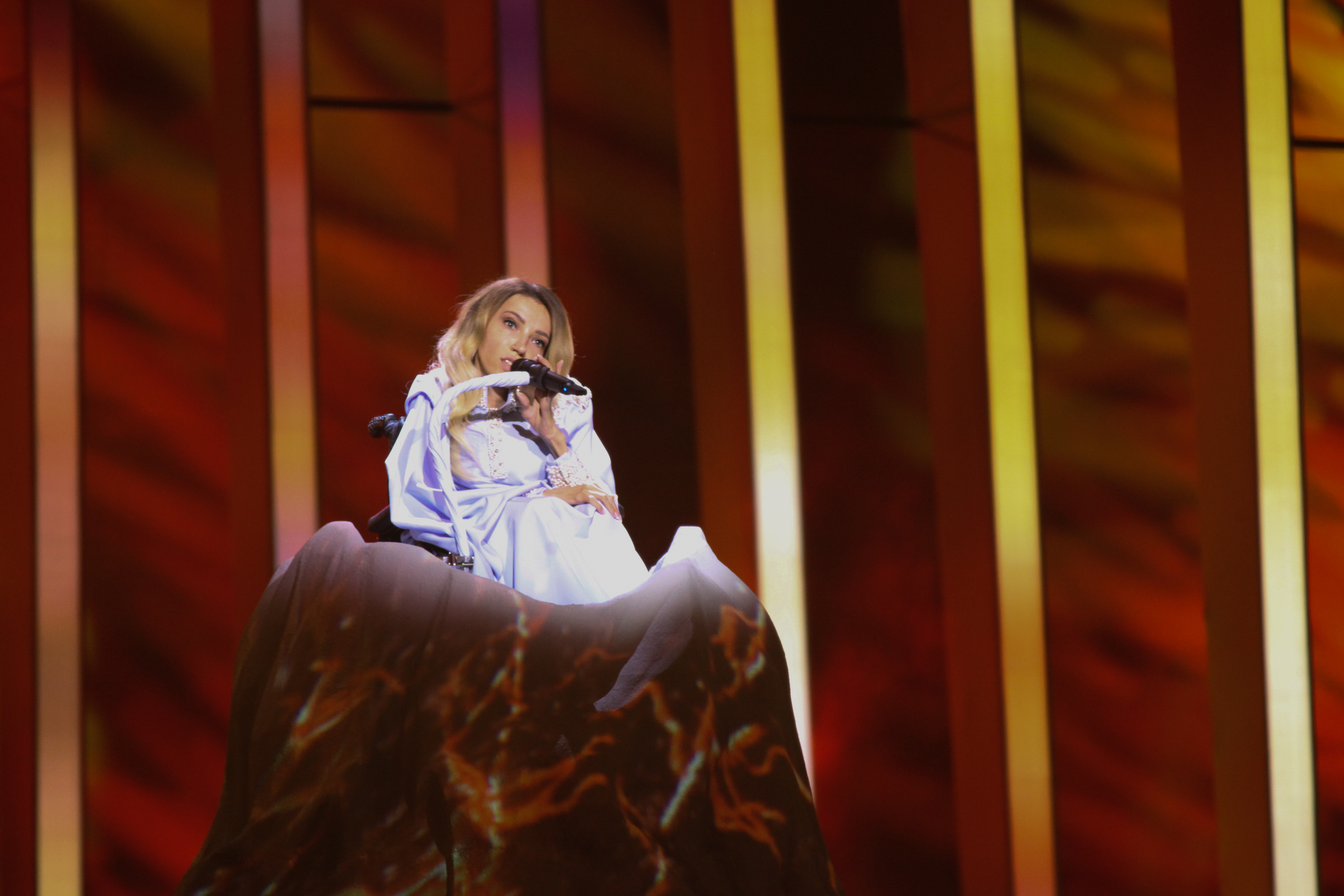
Yulia Samoilova à Lisbonne (2018)
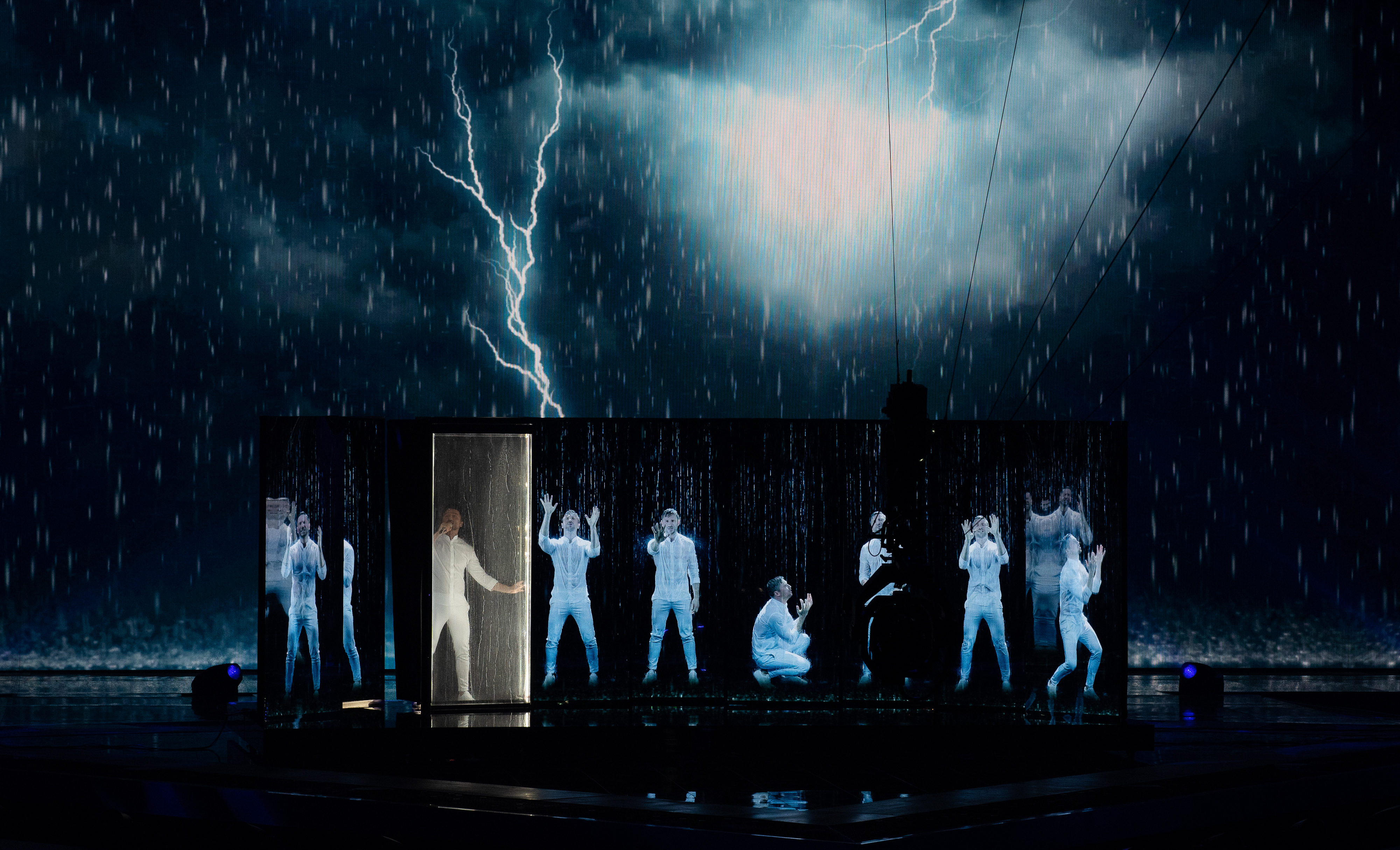
Sergueï Lazarev à Tel Aviv (2019)
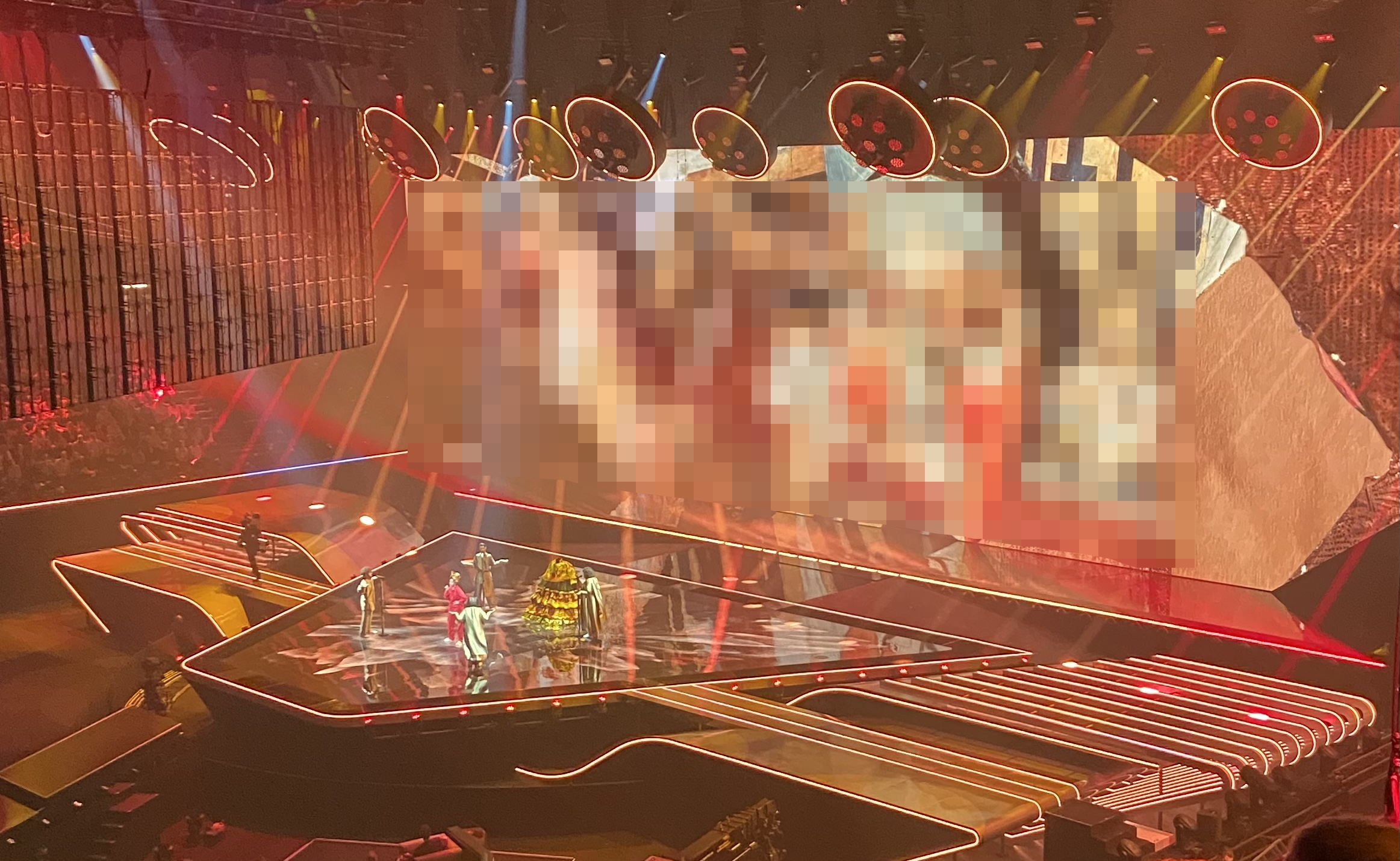
Manizha à Rotterdam (2021)

## Chefs d'orchestre, commentateurs et porte-paroles
| Année | Chef d'orchestre  | Commentateur(s)                               | Porte-parole         |
| ----- | ----------------- | --------------------------------------------- | -------------------- |
| 1994  | Lev Zemlinski     | Vadim Dolgachyov                              | Arina Charapova      |
| 1995  | Michael Finberg   | ?                                             | Marina Danielyan     |
| 1996  | non-qualification | Vadim Dolgachyov                              | non-qualification    |
| 1997  | Rutger Gunnarsson | Philipp Kirkorov                              | Arina Charapova      |
| 1998  | relégation        | relégation                                    | relégation           |
| 1999  | -                 | Yuriy Aksuta                                  | retrait              |
| 2000  | -                 | Aleksej Zhuravlev & Tatjana Godunova          | Zhanna Agalakova     |
| 2001  | -                 | Alexander Anatolievich & Konstantin Mikhailov | Larisa Verbickaya    |
| 2002  | -                 | Yuriy Aksuta & Elena Batinova                 | Arina Charapova      |
| 2003  | -                 | Yuriy Aksuta & Elena Batinova                 | Yana Churikova       |
| 2004  | -                 | Yuriy Aksuta & Elena Batinova                 | Yana Churikova       |
| 2005  | -                 | Yuriy Aksuta & Elena Batinova                 | Yana Churikova       |
| 2006  | -                 | Yuriy Aksuta & Tatjana Godunova               | Yana Churikova       |
| 2007  | -                 | Yuriy Aksuta & Elena Batinova                 | Yana Churikova       |
| 2008  | -                 | Dmitriy Guberniyev & Olga Shelest             | Oksana Fedorova      |
| 2009  | -                 | Philipp Kirkorov & Yana Churikova             | Ingeborga Dapkunaite |
| 2010  | -                 | Dmitriy Guberniyev & Olga Shelest             | Oksana Fedorova      |
| 2011  | -                 | Yuriy Aksuta & Yana Churikova                 | Dima Bilan           |
| 2012  | -                 | Dmitriy Guberniyev & Olga Shelest             | Oksana Fedorova      |
| 2013  | -                 | Yuriy Aksuta & Yana Churikova                 | Alsou                |
| 2014  | -                 | Dmitriy Guberniyev & Olga Shelest             | Alsou                |
| 2015  | -                 | Yuriy Aksuta & Yana Churikova                 | Dmitri Shepelev      |
| 2016  | -                 | Dmitry Guberniev & Ernest Mackevičius         | Nyusha               |
| 2017  | -                 | retrait                                       | retrait              |
| 2018  | -                 | Yuriy Aksuta & Yana Churikova                 | Alsou                |
| 2019  | -                 | Dmitry Guberniev & Olga Shelest               | Ivan Bessonov        |

## Historique de vote
Depuis 1994, la Russie a attribué en finale le plus de points à :
| Rang | Pays        | Points |
| ---- | ----------- | ------ |
| 1    | Azerbaïdjan | 124    |
| 2    | Ukraine     | 108    |
| 3    | Arménie     | 91     |
| 4    | Moldavie    | 79     |
| 5    | Grèce       | 76     |

Depuis 1994, la Russie a reçu en finale le plus de points de la part de :
| Rang | Pays        | Points |
| ---- | ----------- | ------ |
| 1    | Estonie     | 187    |
| 2    | Lettonie    | 175    |
| 3    | Biélorussie | 166    |
| 4    | Israël      | 151    |
| 5    | Moldavie    | 148    |